# Larghazeehond
De larghazeehond (Phoca largha)  is een zoogdier uit de familie van de zeehonden (Phocidae). De wetenschappelijke naam van de soort werd gepubliceerd door Pallas in 1811.

## Voorkomen
De soort komt voor in gebieden met pakijs van de kusten van het noordelijke deel van de Grote Oceaan bij Canada,  China (zuidelijk tot Fujian), Japan (zuidelijk tot Shikoku), Rusland (Beringzee en Okhotskzee) en de Verenigde Staten (Alaska).